# لوتش لين هايتس (ماريلاند)
لوتش لين هايتس (بالإنجليزية: Loch Lynn Heights, Maryland)‏ هي بلدة تقع في مقاطعة غاريت، ميريلاند بولاية ماريلاند في الولايات المتحدة. تبلغ مساحتها 0.83 (كم²)، وترتفع عن سطح البحر 746 م، بلغ عدد سكانها 552 نسمة في عام 2010 حسب إحصاء مكتب تعداد الولايات المتحدة وتصل الكثافة السكانية فيها 666 نسمة/كم2.

## التركيبة السكانية
قام مكتب تعداد الولايات المتحدة بتحديد بيانات التركيبة السكانية للوتش لين هايتس في تعداد الولايات المتحدة. في ما يلي، التركيبة السكانية حسب تعدادي 2000 و2010.

### تعداد عام 2000
بلغ عدد سكان لوتش لين هايتس 469 نسمة بحسب تعداد عام 2000، وبلغ عدد الأسر 181 أسرة وعدد العائلات 135 عائلة مقيمة في البلدة. في حين سجلت الكثافة السكانية 1,485.0 نسمة لكل ميل مربع (573.4/كم2). وبلغ عدد الوحدات السكنية 202 وحدة بمتوسط كثافة قدره 639.6 نسمة لكل ميل مربع (247.0/كم2).
وتوزع التركيب العرقي للبلدة بنسبة 99.36% من البيض و 0.43% من الأمريكيين ذوي الأصول الآسيوية و 0.21% من عرقين مختلطين أو أكثر.
بلغ عدد الأسر 181 أسرة كانت نسبة 36.5% منها لديها أطفال تحت سن الثامنة عشر تعيش معهم، وبلغت نسبة الأزواج القاطنين مع بعضهم البعض 59.1% من أصل المجموع الكلي للأسر، ونسبة 11.6% من الأسر كان لديها معيلات من الإناث دون وجود شريك، وكانت نسبة 25.4% من غير العائلات. تألفت نسبة 21.5% من أصل جميع الأسر من أفراد ونسبة 9.9% كانوا يعيش معهم شخص وحيد يبلغ من العمر 65 عاماً فما فوق. وبلغ متوسط حجم الأسرة المعيشية 3.00، أما متوسط حجم العائلات فبلغ 2.59.
بلغ العمر الوسطي للسكان 36 عاماً. وكانت نسبة 28.6% من القاطنين تحت سن الثامنة عشر، وكانت نسبة 7.7% بين الثامنة عشر والأربعة وعشرون عاماً، ونسبة 27.5% كانت واقعةً في الفئة العمرية ما بين الخامسة والعشرون حتى والأربعة وأربعون عاماً، ونسبة 22.0% كانت ما بين الخامسة والأربعون حتى الرابعة والستون، ونسبة 14.3% كانت ضمن فئة الخامسة والستون عاماً فما فوق. يوجد لكل 100 أنثى 93.0 ذكر، ويوجد لكل 100 أنثى في الثامنة عشر من عمرها فما فوق 81.1 ذكر.
بلغ متوسط دخل الأسرة في البلدة 31,875 دولار، أما متوسط دخل العائلة فبلغ 34,375 دولار. وكان متوسط دخل الذكور 21,563 دولار مقابل 16,111 دولار للإناث. وسجل دخل الفرد الخاص بالبلدة 12,369 دولار. وكان من هؤلاء نسبة 24.8% تحت سن الثامنة عشر ونسبة 11.2% في الخامسة والستين من العمر وما فوق.

### تعداد عام 2010
بلغ عدد سكان لوتش لين هايتس 552 نسمة بحسب تعداد عام 2010، وبلغ عدد الأسر 203 أسرة وعدد العائلات 157 عائلة مقيمة في البلدة. في حين سجلت الكثافة السكانية 1,725.0 نسمة لكل ميل مربع (666.0/كم2). وبلغ عدد الوحدات السكنية 228 وحدة بمتوسط كثافة قدره 712.5 لكل ميل مربع (275.1/كم2).
وتوزع التركيب العرقي للبلدة بنسبة 98.7% من البيض و 0.2% من الأمريكيين الأفارقة و 0.9% من عرقين مختلطين أو أكثر.
بلغ عدد الأسر 203 أسرة كانت نسبة 44.3% منها لديها أطفال تحت سن الثامنة عشر تعيش معهم، وبلغت نسبة الأزواج القاطنين مع بعضهم البعض 46.8% من أصل المجموع الكلي للأسر، ونسبة 23.6% من الأسر كان لديها معيلات من الإناث دون وجود شريك، بينما كانت نسبة 6.9% من الأسر لديها معيلون من الذكور دون وجود شريكة وكانت نسبة 22.7% من غير العائلات. تألفت نسبة 19.2% من أصل جميع الأسر من أفراد ونسبة 10.9% كانوا يعيش معهم شخص وحيد يبلغ من العمر 65 عاماً فما فوق. وبلغ متوسط حجم الأسرة المعيشية 3.06، أما متوسط حجم العائلات فبلغ 2.72.
بلغ العمر الوسطي للسكان 32.8 عاماً. وكانت نسبة 30.8% من القاطنين تحت سن الثامنة عشر، وكانت نسبة 9.2% بين الثامنة عشر والأربعة وعشرون عاماً، ونسبة 24.7% كانت واقعةً في الفئة العمرية ما بين الخامسة والعشرون حتى والأربعة وأربعون عاماً، ونسبة 23.2% كانت ما بين الخامسة والأربعون حتى الرابعة والستون، ونسبة 12% كانت ضمن فئة الخامسة والستون عاماً فما فوق. وتوزع التركيب الجنسي للسكان بنسبة 46.4% ذكور و53.6% إناث.

## وصلات خارجية
- The US50 - Cities and Towns in Maryland State
- Maryland Cities and Towns, Facts, Map, Flag, Colleges, Government, and More